# Reginardo III, conte di Hainaut
Reginardo III (920 circa – Boemia, 973) è stato un nobile fiammingo, conte di Hainaut dal 932 circa al 958.

## Origine
Secondo gli Iacobi de Guisia Annales Hanoniæ era il figlio primogenito del Conte di Hainaut, Reginardo II e della moglie di cui non si conoscono né il nome né gli ascendenti; secondo alcuni storici era una delle figlie di Vigerico di Bidgau, mentre secondo altri era la sorella del conte Bosone.
Reginardo II di Hainaut, ancora secondo gli Iacobi de Guisia Annales Hanoniæ, era il figlio secondogenito (secondo i Flodoardi Annales era fratello di Gilberto) del Conte di Hainaut, dall'876 circa all'898 e poi duca di Lotaringia, Reginardo (Raginerus dictus Longi-colli) e della moglie, Hersenda (o Alberada), di cui non si conoscono gli ascendenti.

## Biografia
Reginardo era nato nel Brabante, figlio di Reginardo II di Hainaut e alla morte del padre, dopo il 932, ancora secondo gli Iacobi de Guisia Annales Hanoniæ, gli era succeduto nella contea di Hainaut
Assieme a suo fratello Rodolfo, appoggiò la ribellione di suo zio Gilberto, Duca di Lotaringia, che, dopo la morte del re dei Franchi orientali, Enrico I di Sassonia, nel 936, cercò di mantenere il suo ducato indipendente, cercando dapprima l'alleanza col nuovo re di Francia, Luigi IV; poi però, secondo i Flodoardi Annales, nel 938, si scontrò con Liugi IV. Gilberto rimase praticamente indipendente per circa tre anni sin quando, secondo il Liudprandi Antapodosis IV, non venne in contrasto col cognato, il Re di Germania, Ottone I, dal quale, nel 939, venne sconfitto.
Dopo la morte di Gilberto, avvenuta nel 939 (annegò mentre tentava di attraversare il Reno; la morte di Gilberto viene descritta anche dal Reginonis Chronicon, Continuator Reginonis Trevirensis), Reginardo dovette giurare fedeltà al re Ottone il Grande.
Reginardo si alleò nuovamente con Luigi IV di Francia, ma il re Ottone inviò il duca di Svevia, Ermanno I, che, nel 944, sedò la ribellione e Reginardò fu nuovamente annoverato tra i fedeli di Ottone I: infatti, col fratello, Rodolfo (Rudolfus comes, Reginherus comes), controfirmò il documento n° 111 del Otto I diplomata, datato 1º giugno 949, inerente a una donazione di Ottone I di Sassonia e, nello stesso periodo, secondo il documento n° 3 gli Actes et documents anciens interéssant la Belgique, Nouvelle série controfirmò sempre col titolo di conte (Ragineri comitis) .
Ottone I, nel 944, aveva nominato Duca di Lotaringia Corrado il Rosso, che cercò di contenere il potere di Reginardo. Tuttavia, quando Corrado si ribellò a Ottone, Reginardo lo sostenne, e, in una situazione di anarchica, secondo la studiosa e professoressa di storia medievale, Rosamond McKitterick, Reginardo si appropriò della dote (la regione di Bruxelles) della regina di Francia, Gerberga di Sassonia, che era sorella di Ottone I e madre del nuovo re dei Franchi occidentali, Lotario IV ed era stata sposata con suo zio, Gilberto di Lotaringia; allora si trovò a combattere contro Lotario IV e l'arcivescovo di Colonia, Brunone, che dal 953, era anche Duca di Lotaringia, il quale riportò ordine sconfiggendo Reginardo, che dovette restituire i territori occupati.
Poiché Reginardo rifiutava di sottomettersi e, nel 957, si ribellò apertamente all'autorità di Brunone, che riuscì a ristabilire la pace e, secondo le Gesta Episcoporum Cameracensium, esiliò Reginardo in Boemia, e la contea di Hainaut fu data a Goffredo, che già aveva affiancato Brunone nel governo della Bassa Lorena.
Ancora secondo la Rosamond McKitterick, però, a Reginardo fu permesso di ritornare nella sua contea, dal re di Germania, Ottone II di Sassonia, come confermano anche gli Iacobi de Guisia Annales Hanoniæ.
Reginardo morì nel 973.

## Matrimonio e discendenza
Reginardo aveva preso in moglie Adele d'Alvernia, di cui non si conoscono gli ascendenti, ma quando nel paragrafo XIV.XXXVI ne riportano la morte, nel 961, gli Iacobi de Guisia Annales Hanoniæ sostengono che la moglie di Reginardo (uxor Ragineri comitis) era contessa di Mons (Adela comitissa Montensis). Reginardo da Adele ebbe due figli:
- Reginardo[20] (dopo il 947 - 1013), conte di Hainaut
- Lamberto[20] (950 - 1015), conte di Lovanio.

## Ascendenza
|                          |   |                       | Genitori |  |  | Nonni                   |  |  | Bisnonni              |  |
|                          |   |                       |          |  |  | Reginardo di Lotaringia |  |  | Giselberto di Maasgau |  |
|                          |   |                       |          |  |  | Reginardo di Lotaringia |  |  | Giselberto di Maasgau |  |
|                          |   | Ermengarda            |          |  |  | Reginardo di Lotaringia |  |  |                       |  |
| Reginardo II di Hainaut  |   |                       |          |  |  | Reginardo di Lotaringia |  |  |                       |  |
|                          |   | Hersenda (o Alberada) | …        |  |  |                         |  |  |                       |  |
|                          |   | Hersenda (o Alberada) | …        |  |  |                         |  |  |                       |  |
|                          |   | Hersenda (o Alberada) | …        |  |  |                         |  |  |                       |  |
| Reginardo III di Hainaut |   | Hersenda (o Alberada) |          |  |  |                         |  |  |                       |  |
|                          | … | …                     |          |  |  |                         |  |  |                       |  |
|                          | … | …                     |          |  |  |                         |  |  |                       |  |
|                          | … | …                     |          |  |  |                         |  |  |                       |  |
| …                        | … |                       |          |  |  |                         |  |  |                       |  |
|                          |   | …                     | …        |  |  |                         |  |  |                       |  |
|                          |   | …                     | …        |  |  |                         |  |  |                       |  |
|                          |   | …                     | …        |  |  |                         |  |  |                       |  |
|                          |   | …                     |          |  |  |                         |  |  |                       |  |

### Fonti primarie
- (LA)  Monumenta Germaniae Historica, Scriptores, tomus primus.
- (LA)  Monumenta Germaniae Historica, Scriptores, tomus III.
- (LA)  Monumenta Germaniae Historica, Scriptores, tomus VII.
- (LA)  Monumenta Germaniae Historica, Scriptores, tomus XXX.1.
- (LA)  Monumenta Germaniae Historica, Diplomatum regum et imperatorum Germaniae, tomus I, Conradi I. Heinrici I. et Ottonis I. diplomata.
- (FR)  Actes et documents anciens interéssant la Belgique, Nouvelle série .

### Letteratura storiografica
- Louis Halphen, Francia: gli ultimi Carolingi e l'ascesa di Ugo Capeto (888-987), in «Storia del mondo medievale», vol. II, 1999, pp. 636–661
- Austin Lane Poole, Germania: Enrico I e Ottone il Grande, in «Storia del mondo medievale», vol. IV, 1999, pp. 84–111